# Al-Suyūtī
Abū l-Fadl ‘Abd al-Raḥmān ibn Abī Bakr ibn Muḥammad Jalāl al-Dīn al-Khudayrī al-Suyūtī, né en 1445 au Caire, est un savant égyptien connu pour son œuvre abondante. Il fut un éminent savant shâfi'ite de renom. D’origine persane par son père et circassienne par sa mère, il serait né dans la bibliothèque familiale ce qui lui valut son surnom de « fils des livres » (ibn al-kutub). Son père mourut alors qu’il n’avait que six ans. Plusieurs tuteurs le formèrent et, dès l’âge de quatorze ans, il avait une solide base religieuse. À dix-huit ans, il reprit l’enseignement du droit chaféiste qu’exerçait son père à la mosquée de Shaykhū puis du hadîth à la Shaykhūniyya en 1472. Par ailleurs, un quart de ses cheikhs étaient en réalité des femmes, soit trente-trois enseignantes.
D’une mémoire prodigieuse, il connaissait par cœur quelque deux cent mille hadiths. Il se rattacha à la ṭarīqa shādhiliyya et prôna l’équilibre entre la Loi et la Voie. Il se mit assez tôt à écrire et, avant d’avoir atteint la trentaine, ses livres se répandirent très vite hors d’Égypte jusqu’en Inde. Sa renommée le mit bientôt en butte à la jalousie de ses pairs. On lui reprocha notamment son emploi de l’ijtihad mais sans qu’il fût jugé condamnable. En 1486, considérant comme corrompu le milieu des oulémas, il se retira du monde et cessa de délivrer des fatwas. Ses relations avec le sultan s’envenimèrent et il s’opposa à lui en diverses circonstances et déclina l’offre que lui fit son successeur de diriger la médersa. D’une façon générale, il rejeta le pouvoir des Mamelouks. C’est en 1501 qu’il se retira totalement dans sa maison de Rawda où il mourut en 1505. Sa sainteté et la valeur scientifique de ses écrits sont alors reconnues par tous. Il affirma avoir vu plus de soixante-dix fois le prophète Mahomet à l’état de veille et on rapporte à son propos divers prodiges. Il prôna la complémentarité de l’esotérisme et du soufisme. On lui attribue jusqu’à 981 ouvrages.

## Œuvres
Al-Suyūtī a composé son autobiographie aux alentours de 1485 Al-Tahadduth bi ni‘āmat Allāh (L'Éloge des bienfaits de Dieu), selon une organisation thématique plutôt que chronologique, chaque thème regroupant une série d’anecdotes dont l’issue positive est systématiquement attribuée à Dieu.
Al-Suyūtī a également écrit douze traités d'érotologie, dont Shaqāʾiq al-utrunj fī raqāʾiq al-ghunj,  et une multitude de livres parmi lesquels :
- Al-Itqân fî ‘ulūm al-Qur’ān, La maîtrise des sciences du Coran.
- Sharh Sunan Ibn Majah, Commentaire des habitudes d’Ibn Majah.
- Al-Jami‘ al-Kabir, Le grand recueil (Hadith).
- al-Jâmi' al-saghîr , La petit recueil (Hadith).
- Sharh al-Suyūtī ‘alā Sunan ‘an-Nasa’ī, Commentaire des habitudes d’an-Nasa’ī.
- Tafsir al-Jalâleyn,  Commentaire des deux Jalal.
- Târîkh al-khulafâ al-râshidûn,  Histoire des Califes bien-guidés.
- Tibb al-Nabî , La médecine du Prophète.
- Jazîl al-mawâhib fî ikhtilâf al-madhâhib, Les grands dons de la divergence entre les écoles juridiques.
- Shurût al-du'â' a-mustajâb, Les conditions de l'invocation exaucée.
- Al-Hawî li-l-Fatawî, Recueil de Fatwas.
- Asbâb al-Nuzul, Les raisons de la révélation

## Sa croyance
Al-Suyūtī a dit dans son livre « Al-Iklîl fi stinbâtit-Tanzîl » dans l’explication du verset 11 de Soûrat Ach-Choûrâ : « La parole de Allâh : {ليس كمثله شيء } « Layça kamithlihi chay » (qui signifie : « Rien n’est tel que Lui ») est une réfutation de la croyance des Mouchabbihah (Ceux qui assimilent Allâh à Ses créatures) et une confirmation qu’Il (Allâh) n’est pas une substance, ni un corps, ni une caractéristique d’un corps, ni une couleur, ni un goût, qu’Il n’occupe pas un endroit et qu’Il ne dépend pas du temps ».

## Sa fatwâ en faveur du Mawlid
Dans son recueil de Fatwâ : « Al-Hâwi li l-Fatâwi », dans le chapitre : « Housnou l-Maqsid fi ‘Amali l-Mawlid » (Le bon objectif dans l’accomplissement du Mawlid) l'Imâm Al-Suyūtī a dit : « La question a été posée sur le fait de commémorer la naissance honorée au mois de Rabî’ou l-‘Awwal, quel est son jugement du point de vue de la Loi de l’Islam ? Est-ce une chose louable ou blâmable ? Est-ce que celui qui le commémore a des récompenses ou non ?
La réponse d’après moi est la suivante : la commémoration de la naissance (Mawlid) à l’origine consiste en le rassemblement des gens, la récitation de ce qu’il est possible de réciter du Qour-ân, la narration des nouvelles rapportées au sujet du début de l’histoire du Prophète et ce qui est advenu comme signes à sa naissance, à la suite de quoi il leur est présenté de la nourriture qu’ils consomment puis partent sans rien ajouter à cela. Ceci compte parmi les bonnes innovations pour laquelle celui qui la fait sera récompensé, et ce, pour ce que cela comporte comme glorification du degré du Prophète (صلى الله عليه وسلم), et comme manifestation de joie et de réjouissance pour sa noble naissance.
Le premier à l’innover fut le gouverneur de Irbil, le roi Al-Moudhaffar Aboû Sa’îd Koûkabri Ibnou Zayni d-Dîn ‘Ali Ibnou Baktakîn qui était l’un des rois glorieux et des grands généreux. Il a laissé de bonnes traces et c’est lui qui avait édifié la mosquée Al-Moudhaffari au pied de la montagne de Qasiyoûn ».fin de citation.
Il dit dans le même ouvrage : « L’innovation (al-bid’ah) ne se limite pas en interdiction et déconseillé, mais elle peut être aussi : permise, recommandée et obligatoire ».